# Фадеев, Алексей Иванович
Алексей Иванович Фадеев (1922—1991) — участник Великой Отечественной войны, Герой Советского Союза.

## Биография
Родился 10 ноября 1922 года в селе Широкий Буерак (ныне — Вольского района Саратовской области) в крестьянской семье.
В рядах Красной армии с 1941 года. После окончания полковой школы младших командиров, с октября 1942 года ч0151 в действующей армии. Сражался на Юго-Западном, Сталинградском, Воронежском, Степном и 2-м Украинском фронтах. Принимал участие в Сталинградской и Курской битвах и освобождении Украины. Трижды ранен и контужен.
Особо отличился при форсировании Днепра; 29 сентября 1943 года паромы с подразделением Фадеева на середине Днепра подверглись сильному артиллерийскому обстрелу и бомбардировке противника. В результате на единственном оставшемся понтоне оказалось в живых 7 понтонёров и 5 автоматчиков с двумя ручными пулемётами. Командование паромом и группой бойцов взял на себя старший по званию сержант Фадеев. Его группа смогла успешно преодолеть реку и занять высотку на берегу противника и до утра следующего дня отбивала немецкие контратаки. С тяжёлым ранением Фадеев был отправлен в госпиталь. За отвагу и мужество, проявленные при форсировании Днепра, захвате и удержании плацдарма на западном берегу реки, Указом Президиума Верховного Совета СССР от 26 октября 1943 года ему было присвоено звание Героя Советского Союза с вручением ордена Ленина и медали «Золотая Звезда».
В ноябре 1943 года, после излечения, был направлен на учёбу в Ленинградское военное инженерное училище, располагавшееся в то время в Костроме. В мае 1945 года окончил училище, но в том же году по состоянию здоровья уволен из рядов Красной армии.
Поселился в Саратове. В 1948 году окончил областную партийную школу. 1957 — Саратовский юридический институт. Работал директором республиканских курсов повышения квалификации Министерства хлебопродуктов РСФСР.
Умер и похоронен в Саратове.
На родине, в Широком Буераке, на здании школы установлена мемориальная доска.